# Seznam olympijských medailistů v short tracku
Short track se na zimních olympijských hrách poprvé objevil jako ukázkový sport v roce 1988 v Calgary. Tehdy muži a ženy pro ukázku soutěžili na tratích o délkách 500, 1000, 1500 a 3000 metrů, navíc byla zařazena štafeta na 5000 metrů. Na následující zimní olympiádě v roce 1992 v Albertville byly do programu ZOH zařazeny disciplíny 500 m ženy, 1000 m muži a štafety na 5000 m mužů a žen. Dále v roce 1994 byly přidány disciplíny 500 m muži a 1000 m ženy. V roce 2002 se do programu ZOH dostaly i disciplíny na 1500 m mužů a žen.

## Muži

### 500 m
- V roce 1988 jako ukázkový sport.
- Do programu ZOH zařazena tato disciplína od roku 1994.

| Rok                     | Zlato                                     | Stříbro                                 | Bronz                                      |
| ----------------------- | ----------------------------------------- | --------------------------------------- | ------------------------------------------ |
| ZOH 1988 Calgary        | Wilfred O'Reilly · Velká Británie (GBR)   | Mario Vincent · Kanada (CAN)            | Tatsuyoshi Ishihara · Japonsko (JPN)       |
| ZOH 1994 Lillehammer    | Čche Či-hun · Jižní Korea (KOR)           | Mirko Vuillermin · Itálie (ITA)         | Nicky Gooch · Velká Británie (GBR)         |
| ZOH 1998 Nagano         | Takafumi Nišitani · Japonsko (JPN)        | An Jü-lung · Čína (CHN)                 | Hitoši Uemacu · Japonsko (JPN)             |
| ZOH 2002 Salt Lake City | Marc Gagnon · Kanada (CAN)                | Jonathan Guilmette · Kanada (CAN)       | Rusty Smith · Spojené státy americké (USA) |
| ZOH 2006 Turín          | Apolo Ohno · Spojené státy americké (USA) | François-Louis Tremblay · Kanada (CAN)  | Viktor An · Jižní Korea (KOR)              |
| ZOH 2010 Vancouver      | Charles Hamelin · Kanada (CAN)            | Sun Si-pak · Jižní Korea (KOR)          | François-Louis Tremblay · Kanada (CAN)     |
| ZOH 2014 Soči           | Viktor An · Rusko (RUS)                   | Wu Ta-ťing · Čína (CHN)                 | Charle Cournoyer · Kanada (CAN)            |
| ZOH 2018 Pchjongčchang  | Wu Ta-ťing · Čína (CHN)                   | Hwang Te-hon · Jižní Korea (KOR)        | Lim Hjo-čun · Jižní Korea (KOR)            |
| ZOH 2022 Peking         | Shaoang Liu · Maďarsko (HUN)              | Konstantin Ivliev · Sportovci ROV (ROC) | Steven Dubois · Kanada (CAN)               |

### 1000 m
- V roce 1988 jako ukázkový sport.
- Do programu ZOH zařazena tato disciplína od roku 1992.

| Rok                     | Zlato                                | Stříbro                                           | Bronz                                     |
| ----------------------- | ------------------------------------ | ------------------------------------------------- | ----------------------------------------- |
| ZOH 1988 Calgary        | Wilf O'Reilly · Velká Británie (GBR) | Michel Daignault · Kanada (CAN)                   | Marc Bella · Francie (FRA)                |
| ZOH 1992 Albertville    | Kim Ki-hun · Jižní Korea (KOR)       | Frédéric Blackburn · Kanada (CAN)                 | I Čun-hu · Jižní Korea (KOR)              |
| ZOH 1994 Lillehammer    | Kim Ki-hun · Jižní Korea (KOR)       | Čche Či-hun · Jižní Korea (KOR)                   | Marc Gagnon · Kanada (CAN)                |
| ZOH 1998 Nagano         | Kim Tong-song · Jižní Korea (KOR)    | Li Ťia-ťün · Čína (CHN)                           | Éric Bédard · Kanada (CAN)                |
| ZOH 2002 Salt Lake City | Steven Bradbury · Austrálie (AUS)    | Apolo Ohno · Spojené státy americké (USA)         | Mathieu Turcotte · Kanada (CAN)           |
| ZOH 2006 Turín          | Viktor An · Jižní Korea (KOR)        | I Ho-suk · Jižní Korea (KOR)                      | Apolo Ohno · Spojené státy americké (USA) |
| ZOH 2010 Vancouver      | I Čung-so · Jižní Korea (KOR)        | I Ho-suk · Jižní Korea (KOR)                      | J.R.Celski · Spojené státy americké (USA) |
| ZOH 2014 Soči           | Viktor An · Rusko (RUS)              | Vladimir Grigorev · Rusko (RUS)                   | Sjinkie Knegt · Nizozemsko (NED)          |
| ZOH 2018 Pchjongčchang  | Samuel Girard · Kanada (CAN)         | John-Henry Krueger · Spojené státy americké (USA) | Seo Yi-ra · Jižní Korea (KOR)             |
| ZOH 2022 Peking         | Žen C’-wej · Čína (CHN)              | Li Wenlong · Čína (CHN)                           | Shaoang Liu · Maďarsko (HUN)              |

### 1500 m
- V roce 1988 jako ukázkový sport.
- Do programu ZOH zařazena tato disciplína od roku 2002.

| Rok                     | Zlato                                     | Stříbro                                   | Bronz                                                  |
| ----------------------- | ----------------------------------------- | ----------------------------------------- | ------------------------------------------------------ |
| ZOH 1988 Calgary        | Kim Ki-Hoon · Jižní Korea (KOR)           | Louis Grenier · Kanada (CAN)              | Orazio Fagone · Itálie (ITA)                           |
| ZOH 2002 Salt Lake City | Apolo Ohno · Spojené státy americké (USA) | Li Ťia-ťün · Čína (CHN)                   | Marc Gagnon · Kanada (CAN)                             |
| ZOH 2006 Turín          | Viktor An · Jižní Korea (KOR)             | I Ho-suk · Jižní Korea (KOR)              | Li Ťia-ťün · Čína (CHN)                                |
| ZOH 2010 Vancouver      | I Čung-so · Jižní Korea (KOR)             | Apolo Ohno · Spojené státy americké (USA) | J.R.Celski · Spojené státy americké (USA)              |
| ZOH 2014 Soči           | Charles Hamelin · Kanada (CAN)            | Han Tianyu · Čína (CHN)                   | Viktor An · Rusko (RUS)                                |
| ZOH 2018 Pchjongčchang  | Lim Hjo-čun · Jižní Korea (KOR)           | Sjinkie Knegt · Nizozemsko (NED)          | Semion Elistratov · Olympijští sportovci z Ruska (OAR) |
| ZOH 2022 Peking         | Hwang Te-hon · Jižní Korea (KOR)          | Steven Dubois · Kanada (CAN)              | Semion Elistratov · Sportovci ROV (ROC)                |

### 3000 m
- V roce 1988 jako ukázkový sport.

| Rok              | Zlato                           | Stříbro                              | Bronz                           |
| ---------------- | ------------------------------- | ------------------------------------ | ------------------------------- |
| ZOH 1988 Calgary | Joon-Ho Lee · Jižní Korea (KOR) | Charles Veldhoven · Nizozemsko (NED) | Michel Daignault · Kanada (CAN) |

### 5000 m štafeta
- V roce 1988 jako ukázkový sport.
- Do programu ZOH zařazena tato disciplína od roku 1992.

| Rok                     | Zlato | Stříbro | Bronz                                                                                                |
| ----------------------- | --- | --- | --- |
| ZOH 1988 Calgary        | Nizozemsko (NED) · Charles Veldhoven · Peter van der Velde · Jaco Mos · Richard Suyten                          | Itálie (ITA) · Roberto Peretti · Enrico Peretti · Orazio Fagone · Hugo Herrnhof                                | Kanada (CAN) · Louis Grenier · Robert Dubreuil · Mario Vincent · Michel Daignault                    |
| ZOH 1992 Albertville    | Jižní Korea (KOR) · Kim Ki-hun · I Čun-hu · Mo Či-Su · Son Če-kun                                               | Kanada (CAN) · Frédéric Blackburn · Laurent Daignault · Michel Daignault · Sylvain Gagnon · Mark Lackie        | Japonsko (JPN) · Juiči Akasaka · Tacujoši Išihara · Tošinobu Kawai · Cutomu Kawasaki                 |
| ZOH 1994 Lillehammer    | Itálie (ITA) · Maurizio Carnino · Orazio Fagone · Hugo Herrnhof · Mirko Vuillermin                              | Spojené státy americké (USA) · Randy Bartz · John Coyle · Eric Flaim · Andrew Gabel                            | Austrálie (AUS) · Steven Bradbury · Kieran Hansen · Andrew Murtha · Richard Nizielski                |
| ZOH 1998 Nagano         | Kanada (CAN) · Éric Bédard · Derrick Campbell · François Drolet · Marc Gagnon                                   | Jižní Korea (KOR) · Čche Či-hun · I Čun-hwan · I Ho-eung · Kim Tong-song                                       | Čína (CHN) · Li Ťia-ťün · Feng Kchaj · Jüan Jie · An Jü-lung                                         |
| ZOH 2002 Salt Lake City | Kanada (CAN) · Éric Bédard · Marc Gagnon · Jonathan Guilmette · François-Louis Tremblay · Mathieu Turcotte      | Itálie (ITA) · Michele Antonioli · Maurizio Carnino · Fabio Carta · Nicola Franceschina · Nicola Rodigari      | Čína (CHN) · An Jü-lung · Feng Kchaj · Kuo Wej · Li Ťia-ťün · Li Jie                                 |
| ZOH 2006 Turín          | Jižní Korea (KOR) · Viktor An · I Ho-suk · Oh Se-čong · Seo Ho-čin · Song Suk-wu                                | Kanada (CAN) · Éric Bédard · Jonathan Guilmette · Charles Hamelin · François-Louis Tremblay · Mathieu Turcotte | Spojené státy americké (USA) · Alex Izykowski · J. P. Kepka · Apolo Ohno · Rusty Smith               |
| ZOH 2010 Vancouver      | Kanada (CAN) · Charles Hamelin · François Hamelin · Olivier Jean · François-Louis Tremblay · Guillaume Bastille | Jižní Korea (KOR) · Kwak Jun-ki · I Ho-suk · I Čung-so · Song Si-pak · Kim Seung-il                            | Spojené státy americké (USA) · J. R. Celski · Travis Jayner · Jordan Malone · Apolo Ohno · Simon Cho |
| ZOH 2014 Soči           | Rusko (RUS) · Viktor An · Semen Elistratov · Vladimir Grigorev · Ruslan Zacharov                                | Spojené státy americké (USA) · Eddy Alvarez · J. R. Celski · Christopher Creveling · Jordan Malone             | Čína (CHN) · Chen Dequan · Han Tianyu · Shi Jingnan · Wu Dajing                                      |
| ZOH 2018 Pchjongčchang  | Maďarsko (HUN) · Shaoang Liu · Shaolin Sándor Liu · Viktor Knoch · Csaba Burján ·                               | Čína (CHN) · Wu Ta-ťing · Han Tianyu · Xu Hongzhi · Chen Dequan · Žen C’-wej                                   | Kanada (CAN) · Samuel Girard · Charles Hamelin · Charle Cournoyer · Pascal Dion ·                    |
| ZOH 2022 Peking         | Kanada (CAN) · Charles Hamelin · Steven Dubois · Jordan Pierre-Gilles · Pascal Dion · Maxime Laoun              | Jižní Korea (KOR) · Lee June-seo · Hwang Te-hon · Kwak Yoon-gy · Park Jang-hyuk · Kim Dong-wook                | Itálie (ITA) · Pietro Sighel · Yuri Confortola · Tommaso Dotti · Andrea Cassinelli                   |

## Ženy

### 500 m (ženy)
- V roce 1988 jako ukázkový sport.
- Do programu ZOH zařazena tato disciplína od roku 1992.

| Rok                     | Zlato                                          | Stříbro                                 | Bronz                                          |
| ----------------------- | ---------------------------------------------- | --------------------------------------- | ---------------------------------------------- |
| ZOH 1988 Calgary        | Monique Velzeboerová · Nizozemsko (NED)        | Eden Donatelliová · Kanada (CAN)        | Li Jen · Čína (CHN)                            |
| ZOH 1992 Albertville    | Cathy Turnerová · Spojené státy americké (USA) | Li Jen · Čína (CHN)                     | Hwang Ok-sil · Severní Korea (PRK)             |
| ZOH 1994 Lillehammer    | Cathy Turnerová · Spojené státy americké (USA) | Čang Jen-mej · Čína (CHN)               | Amy Petersonová · Spojené státy americké (USA) |
| ZOH 1998 Nagano         | Annie Perreaultová · Kanada (CAN)              | Jang Jang · Čína (CHN)                  | Čon I-kjong · Jižní Korea (KOR)                |
| ZOH 2002 Salt Lake City | Jang Jang · Čína (CHN)                         | Jevgenija Radanovová · Bulharsko (BUL)  | Wang Čchun-lu · Čína (CHN)                     |
| ZOH 2006 Turín          | Wang Meng · Čína (CHN)                         | Jevgenija Radanovová · Bulharsko (BUL)  | Anouk Leblanc-Boucherová · Kanada (CAN)        |
| ZOH 2010 Vancouver      | Wang Meng · Čína (CHN)                         | Marianne St-Gelaisová · Kanada (CAN)    | Arianna Fontanaová · Itálie (ITA)              |
| ZOH 2014 Soči           | Li Ťien-žou · Čína (CHN)                       | Arianna Fontanaová · Itálie (ITA)       | Pak Sung-hui · Jižní Korea (KOR)               |
| ZOH 2018 Pchjongčchang  | Arianna Fontanaová · Itálie (ITA)              | Yara van Kerkhofová · Nizozemsko (NED)  | Kim Boutinová · Kanada (CAN)                   |
| ZOH 2022 Peking         | Arianna Fontanaová · Itálie (ITA)              | Suzanne Schultingová · Nizozemsko (NED) | Kim Boutinová · Kanada (CAN)                   |

### 1000 m (ženy)
- V roce 1988 jako ukázkový sport.
- Do programu ZOH zařazena tato disciplína od roku 1994.

| Rok                     | Zlato                                   | Stříbro                                             | Bronz                                   |
| ----------------------- | --------------------------------------- | --------------------------------------------------- | --------------------------------------- |
| ZOH 1988 Calgary        | Li Jen · Čína (CHN)                     | Sylvie Daigleová · Kanada (CAN)                     | Monique Velzeboerová · Nizozemsko (NED) |
| ZOH 1994 Lillehammer    | Čon I-kjong · Jižní Korea (KOR)         | Nathalie Lambertová · Kanada (CAN)                  | Kim So-hui · Jižní Korea (KOR)          |
| ZOH 1998 Nagano         | Čon I-kjong · Jižní Korea (KOR)         | Jang Jang · Čína (CHN)                              | Won Hje-kjung · Jižní Korea (KOR)       |
| ZOH 2002 Salt Lake City | Jang Jang · Čína (CHN)                  | Ko Ki-hjon · Jižní Korea (KOR)                      | Jang Jang · Čína (CHN)                  |
| ZOH 2006 Turín          | Čin Son-ju · Jižní Korea (KOR)          | Meng Wangová · Čína (CHN)                           | Jang Jang · Čína (CHN)                  |
| ZOH 2010 Vancouver      | Wang Meng · Čína (CHN)                  | Katherine Reutterová · Spojené státy americké (USA) | Pak Sung-hui · Jižní Korea (KOR)        |
| ZOH 2014 Soči           | Pak Sung-hui · Jižní Korea (KOR)        | Fan Kexin · Čína (CHN)                              | Shim Suk-hee · Jižní Korea (KOR)        |
| ZOH 2018 Pchjongčchang  | Suzanne Schultingová · Nizozemsko (NED) | Kim Boutinová · Kanada (CAN)                        | Arianna Fontanaová · Itálie (ITA)       |
| ZOH 2022 Peking         | Suzanne Schultingová · Nizozemsko (NED) | Čchö Min-čong · Jižní Korea (KOR)                   | Hanne Desmetová · Belgie (BEL)          |

### 1500 m (ženy)
- V roce 1988 jako ukázkový sport.
- Do programu ZOH zařazena tato disciplína od roku 2002.

| Rok                     | Zlato                             | Stříbro                                 | Bronz                                   |
| ----------------------- | --------------------------------- | --------------------------------------- | --------------------------------------- |
| ZOH 1988 Calgary        | Sylvie Daigleová · Kanada (CAN)   | Monique Velzeboerová · Nizozemsko (NED) | Li Jen · Čína (CHN)                     |
| ZOH 2002 Salt Lake City | Ko Ki-hjon · Jižní Korea (KOR)    | Choj Eun-kjung · Jižní Korea (KOR)      | Jevgenija Radanovová · Bulharsko (BUL)  |
| ZOH 2006 Turín          | Čin Son-ju · Jižní Korea (KOR)    | Choj Eun-kjung · Jižní Korea (KOR)      | Wang Meng · Čína (CHN)                  |
| ZOH 2010 Vancouver      | Čou Jang · Čína (CHN)             | I Un-pjol · Jižní Korea (KOR)           | Pak Sung-hui · Jižní Korea (KOR)        |
| ZOH 2014 Soči           | Čou Jang · Čína (CHN)             | Shim Suk-Hee · Jižní Korea (KOR)        | Arianna Fontanaová · Itálie (ITA)       |
| ZOH 2018 Pchjongčchang  | Čchö Min-čong · Jižní Korea (KOR) | Li Jinyu · Čína (CHN)                   | Kim Boutinová · Kanada (CAN)            |
| ZOH 2022 Peking         | Čchö Min-čong · Jižní Korea (KOR) | Arianna Fontanaová · Itálie (ITA)       | Suzanne Schultingová · Nizozemsko (NED) |

### 3000 m (ženy)
- V roce 1988 jako ukázkový sport.

| Rok              | Zlato                       | Stříbro                         | Bronz                        |
| ---------------- | --------------------------- | ------------------------------- | ---------------------------- |
| ZOH 1988 Calgary | Eiko Šišii · Japonsko (JPN) | Sylvie Daigleová · Kanada (CAN) | Maria Rosaová · Itálie (ITA) |

### 3000 m štafeta (ženy)
- V roce 1988 jako ukázkový sport.
- Do programu ZOH zařazena tato disciplína od roku 1992.

| Rok                     | Zlato                                                                                             | Stříbro | Bronz |
| ----------------------- | ------------------------------------------------------------------------------------------------- | --- | --- |
| ZOH 1988 Calgary        | Itálie (ITA) · Maria Rosa Candido · Gabriella Monteduro · Barbara Mussio · Maria Cristina Sciolla | Japonsko (JPN) · Hiromi Takeuči · Eiko Šišii · Jumiko Jamada · Nobuko Jamada                                         | Kanada (CAN) · Susan Auchová · Nathalie Lambertová · Eden Donatelliová · Marye Perreaultová                           |
| ZOH 1992 Albertville    | Kanada (CAN) · Angela Cutroneová · Sylvie Daigleová · Nathalie Lambertová · Annie Perreaultová    | Spojené státy americké (USA) · Darcie Dohnalová · Amy Petersonová · Cathy Turnerová · Nikki Ziegelmeyerová           | Sjednocený tým (EUN) · Julija Alagulovová · Natalja Isakovová · Viktorija Taraninová-Trojckajová · Julija Vlasovová   |
| ZOH 1994 Lillehammer    | Jižní Korea (KOR) · Čon I-kjong · Kim So-huj · Kim Jun-mi · Won Hje-kjung                         | Kanada (CAN) · Christine Boudriasová · Isabelle Charestová · Sylvie Daigleová · Nathalie Lambertová                  | Spojené státy americké (USA) · Karen Cashmanová · Amy Petersonová · Cathy Turnerová · Nikki Ziegelmeyerová            |
| ZOH 1998 Nagano         | Jižní Korea (KOR) · Čon I-kjong · Won Hje-kjung · An Sang-mi · Kim Jun-mi                         | Čína (CHN) · Jang Jang (1976) · Jang Jang (1977) · Wang Čchun-lu · Sun Tan-tan                                       | Kanada (CAN) · Christine Boudriasová · Isabelle Charestová · Annie Perreaultová · Tania Vicentová                     |
| ZOH 2002 Salt Lake City | Jižní Korea (KOR) · Choj Eun-kjung · Choj Min-kjung · Čo Min-čin · Pak Hje-won                    | Čína (CHN) · Sun Tan-tan · Wang Čchun-lu · Jang Jang (1976) · Jang Jang (1977)                                       | Kanada (CAN) · Isabelle Charestová · Marie-Eve Droletová · Amélie Goulet-Nadonová · Alanna Krausová · Tania Vicentová |
| ZOH 2006 Turín          | Jižní Korea (KOR) · Pjun Chun-sa · Choj Eun-kjung · Čon Da-hje · Čin Son-ju · Kang Jun-mi         | Kanada (CAN) · Alanna Krausová · Anouk Leblanc-Boucherová · Amanda Overlandová · Kalyna Robergeová · Tania Vicentová | Itálie (ITA) · Marta Capursoová · Arianna Fontanaová · Katia Ziniová · Mara Ziniová                                   |
| ZOH 2010 Vancouver      | Čína (CHN) · Sun Lin-lin · Wang Meng · Čchang Chuej · Čou Jang                                    | Kanada (CAN) · Jessica Greggová · Kalyna Robergeová · Marianne St-Gelaisová · Tania Vicentová                        | Spojené státy americké (USA) · Allison Baverová · Alyson Dudeková · Lana Gehringová · Katherine Reutterová            |
| ZOH 2014 Soči           | Jižní Korea (KOR) · Shim Suk-hee · Pak Sung-hui · Cho Ha-ri · Kim A-lang · Kong Sang-jeong        | Kanada (CAN) · Marie-Ève Drolet · Jessica Hewitt · Valérie Maltaisová · Marianne St-Gelais                           | Itálie (ITA) · Arianna Fontanaová · Lucia Perettiová · Martina Valcepinaová · Elena Vivianiová                        |
| ZOH 2018 Pchjongčchang  | Jižní Korea (KOR) · Shim Suk-hee · Čchö Min-čong · Kim Ye-jin · Kim A-lang · Lee Yu-bin*          | Itálie (ITA) · Arianna Fontanaová · Lucia Perettiová · Cecilia Maffeiová · Martina Valcepinaová                      | Nizozemsko (NED) · Suzanne Schultingová · Yara van Kerkhofová · Lara van Ruijvenová · Jorien ter Morsová              |
| ZOH 2022 Peking         | Nizozemsko (NED) · Suzanne Schultingová · Selma Poutsma · Xandra Velzeboer · Yara van Kerkhof     | Jižní Korea (KOR) · Seo Whi-min · Čchö Min-čong · Kim A-lang · Lee Yu-bin                                            | Čína (CHN) · Qu Chunyu · Han Yutong · Fan Kexin · Zhang Yuting                                                        |

## Smíšené soutěže

### Smíšená družstva
- Do programu ZOH zařazena tato disciplína od roku 2022.

| Rok             | Zlato                                                                       | Stříbro | Bronz                                                                                                   |
| --------------- | --------------------------------------------------------------------------- | --- | --- |
| ZOH 2022 Peking | Čína (CHN) · Qu Chunyu · Fan Kexin · Wu Ta-ťing · Žen C’-wej · Zhang Yuting | Itálie (ITA) · Arianna Fontanaová · Martina Valcepina · Pietro Sighel · Andrea Cassinelli · Arianna Valcepina · Yuri Confortola | Maďarsko (HUN) · Petra Jászapáti · Zsófia Kónya · Shaoang Liu · Shaolin Sándor Liu · John-Henry Krueger |